# ماري دينغكام
ماري دينغمان (بالإنجليزية: Mary Dingman)‏ هي ناشطة سلام أمريكية، ولدت في 9 أبريل 1875 في نيوآرك في الولايات المتحدة، وتوفيت في 21 مارس 1961 في بيريا في الولايات المتحدة.

## بداياتها
ولدت ماري أغنيس دينغمان في 9 أبريل، 1875 في نيوآرك في ولاية نيوجيرسي الأمريكية لنيتي كلايد (كنيتها عند الولادة بيفيريدج) وجيمس ألفا دينغمان. كانت الأكبر بين إخوتها في العائلة الكبيرة التي انتقلت إلى قرية سبرينغ فّالي في نيويورك قبل عيد ميلادها الخامس. أبوها كندي الأصل كان طبيبًا معالجًا وميثوديًّا ملتزمًا، وقد شجع أبناءه للعمل الإنساني ملهمًا ماري وأختها الأصغر هيلين في مسيرتهما المهنية. كانت ماري دينغمان طالبةً في نورثفيلد ماونت هيرمون الإعدادية في نورثفيلد في ولاية ماساتشوستس الأمريكية وبعد تخرجها في عام 1895 دخلت معهد التدريس في نيو بّالتز في نيويورك. لتحصل على شهادة تدريس في عام 1899، أكملت دراستها في كلية المدرسين في جامعة كولومبيا لتحصل على درجة البكالوريوس في عام 1910.

## حياتها المهنية
عقب إكمالها دراستها انتقلت ماري دينغمان إلى ويلسلي في ماساتشوستس حيث توظفت في ثانوية دانا هال كمعلمة تاريخ واقتصاد من عام 1910 وحتى 1914. في 1914، وظفها الاتحاد المسيحي للنساء اليافعات في الولايات المتحدة (واي دبليو سي إيه - يو إس إيه) لتنسيق برامج المساعدة للقسم الصناعي، الذي كان يساعد النساء العاملات في المصانع. في عام 1917 اختيرت للذهاب إلى فرنسا والمساعدة في البحث ووضع خطة لمواجهة مشاكل النساء العاملات في مصانع الذخيرة. ففي حين وفرت وزارة الحرب الفرنسية للنساء -وأكثرهن من اللاجئات- الطعام والمأوى، فإنهن لم يمتلكن الكثير من وسائل الراحة. أسست ماري دينغمان خمسة عشر مركزًا مجتمعيًّا لتوفير الكتب وأدوات الكتابة للنساء بالإضافة إلى مساحة مجتمعية يلتقين فيها أثناء فترات الراحة للاختلاط الاجتماعي. عند نهاية الحرب العالمية الأولى أصبحت دينغمان مسؤولة عن تأسيس نوادي الاتحاد المسيحي للنساء اليافعات في أرجاء بلجيكا وفرنسا. وعلى امتداد بضع سنوات تالية عملت على تأسيس منظمات في أكثر من عشرين موقعًا. منحتها بلجيكا ميدالية أدولف ماكس عمدة بروكسل وكرمتها الحكومة الفرنسية عام 1919 بدرعي جان دارك محررة المناطق والنصر يعيد الحق تقديرًا لخدماتها.
في عام 1921، انتقلت دينغمان إلى لندن وأصبحت الأمينة العامة للاتحاد المسيحي العالمي للنساء اليافعات. في عام 1923 ذهبت إلى الصين لتأسيس اتفاقيات للشرق الأقصى وبقيت هناك لعامين أو ثلاثة أعوام. وجدت ظروف عمل في الصناعات النسيجية مشابهة لتلك التي كانت موجودة في إنجلترا أثناء الثورة الصناعية، بأجور منخفضة وشروط غير آمنة وقوى عاملة قوامها الأكبر من النساء والأطفال. كتبت مسودات قوانين بعملها مع مجموعة نساء والمجلس البلدي في شانغهاي لتغيير قوانين العمل الموجودة، ولكن هذه المسودات لم تُتبنَّ بسبب صدامات بين الكومينتانغ والسلطات المدنية. في عام 1930، حين انتقل مقر الاتحاد المسيحي للنساء اليافعات إلى جنيف، انتقلت دينغمان إلى سويسرا وبدأت في السنة التالية عملها مع المنظمات السلامية. خلال أربعة عشر عامًا من عملها أمينةً عامةً سافرت إلى أكثر من أربعين دولةً عابرةً أستراليا ونيوزيلندا وشرق آسيا وأوروبا، ومؤسسةً برامج تعليمية للنساء العاملات في المصانع. دربت أيضًا طواقم الاتحاد المسيحي للنساء اليافعات كي يشرفوا على المبادرات، التي كانت تنطلق بعد تحليل قوانين العمل وإجراءات السلامة في كل بلد على حدة.
وفر الاتحاد المسيحي العالمي للنساء اليافعات مساحةً في مقره في جنيف لمنظمة مظلية متشكلة حديثًا، وهي لجنة السلام ونزع السلاح التابعة للمنظمات العالمية للنساء (بّي دي سي دبليو آي أو) في عام 1931 ووفر مساعدة كهنوتية للجنة عبر إيفلين بيريسفورد فوكس. أصبحت فوكس فيما بعد زميلة دينغمان، ورفيقة دربها مدى الحياة. انتُخبت دينغمان لرئاسة لجنة السلام ونزع السلاح ومثلت المنظمة في المؤتمر العالمي لنزع السلاح المقام في 1932. أعيد انتخابها عام 1935 للرئاسة واستقالت من منصبها في الاتحاد المسيحي للنساء اليافعات. تحدثت في عصبة الأمم في عام 1936 وسافرت بكثرة كمحاضرة عن نزع السلاح. في ديسمبر عام 1939 اعتُقلت في إيطاليا وأوقفت دون توجيه اتهامات لأربع وعشرين ساعةً في حين سعى موظفون حكوميون أمريكيون لإطلاق سراحها.